# Фтористый бензоил
Бензоилфторид - фторангидрид бензойной кислоты, жидкость. Первое фторорганическое вещество, полученное в лаборатории. Было получено А. П. Бородиным в 1862 году взаимодействием бензоилхлорида с фторидом калия.

## Краткие сведения о веществе
Фтористый бензоил является классическим представителем галогенангидридов карбоновых кислот. Вещество гидролизуется водой до бензойной кислоты, реагирует с щелочами с образованием солей:
C6H5COF + H2O → C6H5COOH + HF
C6H5COF + 2NaOH → C6H5COONa + NaF + H2O
Фтористый бензоил использовали в синтезе фторпроизводных серы, бора и фосфора.

### Растворимость
Хорошо растворим в этаноле, эфире, ацетоне.